# طولیان
طولیان
روستایی از توابع بخش مرکزی شهرستان کهگیلویه در استان کهگیلویه و بویراحمد، ایران است. ساکنین این روستا لرتبار بوده و مردمان سلحشوری هستند از ایل سترگ بویراحمدی، سلسله جلیله رضاتوفیق طایفه بزرگ سادات عباسی که در گویش محلی آنان را سادات عواسی رضاتوفیقی گویند و ازتیره هایی به نام میرگنجی، میرعلیدوست ،میرمومن ، میرربیع  تشکیل شده است.  میرعلیدوست این تیره بیشتر در روستای کوچکی از توابع طولیان به نام دشت مازه ساکن هستند.

## جمعیت
این روستا در دهستان دهدشت شرقی قرار دارد و براساس سرشماری مرکز آمار ایران در سال ۱۳۸۵، جمعیت آن ۱٬۳۹۳ نفر (۲۵۳خانوار) بوده‌است.